# Куаньи, Франсуа де Франкето
Франсуа де Франкето (фр. François de Franquetot; 16 марта 1670, Куаньи — 18 декабря 1759, Париж), герцог де Куаньи — французский военачальник, маршал Франции.

## Биография
Сын Робера де Франкето, графа де Куаньи, и Мари-Франсуазы де Матиньон.
Барон де Ножан-сюр-Луар, сеньор де Вильре, Мезонвиль, Круазий и Полиньи.

### Война Аугсбургской лиги
Поступил на службу мушкетёром 19 октября 1687. В 1688 году участвовал во взятии Филиппсбурга (29.10), Мангейма (11.11) и Франкенталя (18.11).
Корнет роты кампмейстера Королевского Иностранного полка (15.01.1689), служил в Германской армии маршала Дюраса, был при взятии Брухзаля, Бреттена, замков Штаффурт, Гохсхейм, Дурлах, Этлинген, Пфорцхайм.
Капитан в том же полку (23.06.1690), служил в Мозельской армии маршала Буфлера, участвовал во взятии Кохема, был в составе отряда, который Буфлер послал герцогу Люксембургу для участия в битве при Флёрюсе, где Франсуа отличился и был ранен.
16 января 1691, после отставки отца, стал кампмейстером Королевского Иностранного полка. Участвовал в осаде Монса, сдавшегося 9 апреля. В ходе этой осады под командованием генерал-лейтенанта графа Оже принимал участие в рекогносцировке перемещений противника. Был при бомбардировке Льежа 5 июня.
В 1692 году участвовал в осаде Намюра, сдавшегося королю 5 июня (цитадель 30-го), и битве при Стенкерке. В следующем году участвовал в осаде и взятии Гейдельберга (21.05).
В 1694—1695 годах служил в Германской армии, находившейся в обороне. В 1696 году переведён в Итальянскую армию, участвовал в осаде Валенцы, окончившейся, когда император объявил нейтралитет. В следующем году участвовал в осаде Ата, взятого маршалом Катина 5 июня 1697.
В 1698 году служил в Кудёнском лагере близ Компьена.

### Война за Испанское наследство
В 1701 году служил во Фландрской армии маршала Буфлера, укрепившего Рурмонд, Венло и Стевенсверт.
29 января 1702 произведён в бригадиры кавалерии, служил во Фландрской армии герцога Бургундского и маршала Буфлера, участвовал в разгроме голландцев под стенами Нимвегена (11.06). Ввёл подкрепление в Кайзерсверт, который противник готовился взять в осаду.
В 1703 году служил во Фландрской армии маршалов Буфлера и Вильруа, в ночной стычке 14 июня рядом с лагерем у Сен-Сервалона взял в плен полковника, нескольких офицеров и триста драгун. 30 июня сражался в битве при Экерене.
В 1704 году был направлен в Мозельскую армию под командование графа де Куаньи, своего отца, занимавшегося обсервацией. После его смерти принял титул графа, стал губернатором и великим бальи Кана (10.10). 22 октября назначен генеральным инспектором кавалерии и драгун, 26-го был произведён в лагерные маршалы. 7 декабря, после отставки графа де Гиша, стал генерал-полковником драгун, 10-го принёс присягу и отказался от инспекторства и командования полком.
В 1705 году служил в Мозельской армии маршала Виллара, 3 июля участвовал в атаке Висамбура. С пятьюстами гренадерами и двумя драгунскими полками захватил редут в деревне Пикар, преследовал противника и разбил его арьергард. При отступлении французской армии после внезапного прорыва линий Хагенау (28.09) командовал арьергардом и остановил наступление принца Баденского, удержав позицию в Беламе, пока Виллар переходил Рейн.
В 1706 году служил в Рейнской армии Виллара, участвовал в деблокировании Фор-Луи (1.05), взятии Друзенхайма (2.05), Лаутербурга (3.05), Хагенау (10.05) и острова Маркизат (20.07).
В 1707 году во Фландрской армии герцога Вандомского. С двумя тысячами гренадер и двумя полками драгун был в арьергарде при отступлении от Сенефа к Марьемону, отбивая удары преследовавшего французов авангарда стотысячной армии союзников.
В 1708 году во Фландрской армии герцогов Бургундского и Вандомского командовал всеми драгунами, внёс вклад в захват Гента (5.07), сражался в битве при Ауденарде и командовал арьергардом при отступлении. Прикрывая отход к Вилландалю, во главе гренадер взял Лессинген и его укрепления, убив и взяв в плен полторы тысячи человек.
18 июня 1709 произведён в генерал-лейтенанты и назначен во Фландрскую армию Виллара. Выступил на осаду Варнетона, взятого 4 июля. В битве при Мальплаке провёл несколько атак во главе Королевского Пьемонтского полка. Командовал кавалерией арьергарда, спас несколько орудий.
В 1710 году во Фландрской армии маршалов Виллара и Монтескью. Провёл без потерь в Арлё две колонны, вынужденные оставить берега Скарпа, и отходившие на виду у противника, начавшего преследование.
В 1711 году служил в той же армии с теми же командующими. 12 июля вместе с графом де Гасьоном атаковал лагерь противника близ Дуэ, убив 950, ранив 1800 человек, и захватив тысячу пленных. 23 июля атаковал Арлё, форсировал ров, преодолев упорное сопротивление, взял крепость штурмом, захватив в плен гарнизон.
31 августа с семьюстами драгунами разгромил под Ландреси отряд из 1500 пехоты и 1300 конницы, собиравший фураж в Пуа и Водижье-о-Буа, захватив многих фуражиров, генерал-лейтенанта графа фон Эрбаха и генерал-майора графа ван Вассенара.
В 1712 году во Фландрской армии. Виллар 23 июля выступил на Денен, а Куаньи во главе своего резерва беспокоил союзников со стороны деревни Ор, мешая маневрировать и держа их части под ударом. Удалось обмануть даже самого принца Евгения, отозвавшего свою пехоту. Отделившись затем, чтобы прикрыть Пикардию, он вернулся к Дуэ, который капитулировал 8 сентября. Участвовал во взятии Ле-Кенуа (4.10), овладев люнетами и прикрытым путём, и Бушена (19.10).
В 1713 году в Рейнской армии Виллара. Внёс вклад в подчинение Шпайера, Вормса, Кайзерслаутерна, участвовал в осаде Ландау (22.06—20.08). Выступил на Фрайбург, провёл одну из атак во главе спешенных драгун и отразил противника, затем отделился, чтобы взять под контроль долину Сен-Пьер, продвинулся до Ротвайля, где рассеял корпус генерала Вобонна. После этого вернулся к Фрайбургу, который сдался 1 ноября (цитадель 16-го).
22 мая 1714 назначен командовать Нижнемаасским лагерем.
8 мая 1719 отказался от губернаторства в Кане и великого бальяжа в пользу сына. Кампанию того года провёл в армии на испанской границе, участвовал в осаде Фонтарабии, сдавшейся 16 июля, и Сан-Себастьяна, капитулировавшего 1 августа (цитадель 17-го). Руководил осадами Кастель-Сьюдада и Урхеля, которыми овладел в октябре и пленил два батальона.
В том же году стал членом Военного совета.
3 июня 1724 был пожалован в рыцари орденов короля. 23 ноября 1725, после смерти маршала Медави, получил губернаторство в Седанском княжестве.

### Война за Польское наследство
С началом войны за Польское наследство 6 октября был направлен в Италию, командовал осадами Пиццигеттоне, взятого 29 ноября, и Миланского замка, взятого 29 декабря. Был при взятии Треццо, Леччо, Фуэнтеса в первые дни января 1734, Серравалле (5.01), Новары (7.01). 15 января отказался от должности генерал-полковника драгун в пользу сына. Осадил Тортону, павшую 28 января (цитадель 4.02).
Был главнокомандующим в Италии в период болезни Виллара и после его смерти (приказ от 29.05). 3 июня перешёл По, став лагерем между Сакко и Коломо, 4-го был атакован со стороны Коломо. Бой шёл три часа, после чего австрийцы отступили в крепость, откуда продолжали всю ночь вести стрельбу. 5-го они вышли из укрепления, но снова были отброшены. Ночью Куаньи вошёл в Коломо, где противник оставил более 700 человек убитыми.
14 июня в Версале назначен маршалом Франции, зарегистрирован в Коннетаблии 14 сентября 1748.
29 июня 1734 граф фон Мерси атаковал французов на шоссе из Пармы в Кремону. Бой шёл с 11 часов утра до 9 часов вечера, австрийцы потерпели поражение, потеряв 9 тыс. человек, бросили лагерь, раненых и пять знамён. Сам Мерси погиб в бою. Союзники потеряли около трёх тысяч. Куаньи был легко ранен. Он взял Модену, заставил австрийцев уйти из Пармы, Ленцы, Кростоло и Секкьи, 5 июля взял Гуасталлу, захватив в плен гарнизон. 22-го король Испании пожаловал его в рыцари ордена Золотого руна.
Австрийцы, отступившие за реку Секкья, воспользовались тем, что французская кавалерия сильно отдалилась в поисках фуража. Генерал Кёнигсек привёл разбитые войска в порядок и на рассвете 15 сентября внезапно атаковал лагерь французов у Куистелло на берегу Секкьи. Застигнутый врасплох маршал Брольи спасался бегством из своей палатки, не успев надеть штаны. Куаньи сумел построить свою пехоту и организованно отступить к Гуасталле, но армия потеряла несколько тысяч человек пленными.
Пытаясь развить успех, австрийцы 19-го атаковали противника у Гуасталлы, но победы не добились и ушли за По, оставив в руках французов 1300 пленных.
По поводу этой кампании Вольтер в Очерке века Людовика XV пишет, что «Эта Итальянская война единственная со времён Карла Великого, которая закончилась для французов солидным успехом».
Поэт Жантиль-Бернар, служивший во время этой кампании секретарём у маршала, напомнил в своём Искусстве любви: «Я видел Куаньи, Беллону и победу».
14 января 1735 Куаньи принёс присягу в качестве маршала. 1 апреля был назначен командующим Рейнской армией, 16-го выехал из Парижа и 11 мая прибыл в Мангейм. Он планировал переправиться через Рейн на глазах у принца Евгения, но манёвр генерала Зекендорфа вынудил его отправить часть армии в Трир.
После этого армии бездействовали, стоя друг напротив друга до подписания прелиминарий 2 октября.
26 января 1739, после смерти маршала дю Бура, стал губернатором Эльзаса, отказавшись от губернаторства в Седане.

### Война за Австрийское наследство
19 июля 1743 назначен главнокомандующим в Эльзасе, а 1 августа командующим Верхнеэльзасской армией. Войска, вернувшиеся из Германии, насчитывали всего 11 тыс. пехоты, явно недостаточно для обороны Рейна от Юнинга до Страсбурга против 55 тыс. у противника. Принц Лотарингский пытался форсировать реку 5 сентября у острова Реньяк, близ Ренвиллера, но потерпел неудачу, потеряв три тысячи человек убитыми, утонувшими и пленными.
1 апреля 1744 назначен командующим Рейнской армией. Выступил против Карла Лотарингского, овладевшего Висамбуром, Лаутербургом и всей правой частью Лаутерских линий. 5 июля Куаньи атаковал вражескую позицию в трёх пунктах. Висамбур был взят, атака мельницы имела равный успех. В деревне Альтштадт австрийцы оборонялись более упорно, но и там были вынуждены отступить. Принц Карл потерял три тысячи человек убитыми, 600 человек были пленены в Висамбуре, французы взяли два знамени.
1 августа Куаньи был назначен командующим Рейнской армией под началом короля. Получив приказ осадить Фрайбург, ночью 2/3 ноября атаковал Королевский бастион, с 4-го на 5-е закрепился в равелине. 6-го город сдался. Цитадель держалась до 25-го, после чего её гарнизон был взят в плен. Маршал приказал её срыть.
Приказом от 1 ноября Куаньи на зиму был назначен командующим в Швабии.
В 1745 году покинул службу.
Жалованной грамотой, данной в Версале в феврале 1747, был возведён в достоинство герцога Куаньи, и 18 апреля зарегистрирован Парламентом.
После смерти сына в марте 1748 снова стал губернатором Кана и генерал-полковником драгун. Вновь отказался от этих должностей в пользу герцога де Шеврёза 28 января 1754.
16 мая 1755 уступил внуку губернаторство в Кане, в феврале 1756 отказался в его пользу от герцогства, сохранив герцогские почести.
Умер в Париже. Сердце было помещено в церкви в Куаньи (24.09.1760).

## Семья
Жена (4.12.1699): Генриетта де Монбурше (1670—8.11.1751), дочь Рене де Монбурше, маркиза дю Бордаж, и Эммануэль Гойон де Ла-Муссе. 19.03.1744 унаследовала маркизаты Ла-Муссе и Ле-Бордаж, и баронию Льон-д’Анде после смерти бездетного брата Рене-Амори
Дети:
- Мари-Франсуаза-Аделаида (р. 16.09.1700)
- Жан-Антуан-Франсуа (27.09.1702—4.03.1748), маркиз де Куаньи. Жена (11.1729): Мари-Тереза-Жозефа-Корантина де Неве (ум. 19.08.1778), дочь маркиза Мало де Неве и Корантины де Гузийон
- Шарлотта-Генриетта-Бибиана (11.11.1703—11.02.1782). Муж (27.02.1726): Жан-Батист-Жоашен Кольбер, маркиз де Круасси
- Элизабет-Мари (р. 29.08.1705)